# FIBA Liga das Américas 2017
A Liga das Américas 2017 foi a décima edição da competição, que envolve equipes de quase todos os continentes americanos. Assim como na última edição, a FIBA manteve o formato da liga com 16 equipes participantes.

## Qualificação
A qualificação ao torneio veio através dos campeonatos nacionais e continentais dos países plenamente filiados à FIBA Américas. Em 2016, a Liga das Américas contou com 16 clubes participantes, com suas vagas sendo distribuídas entre os seguintes países:
| Vagas | País                         | Classificação |
| ----- | ---------------------------- | --- |
| 3     | Vaga de Mérito FIBA Américas | * Campeão da FIBA Liga das Américas do ano anterior * Campeão da Liga Sul-Americana de Basquete do ano anterior * Campeão do Campeonato de Clubes Campeões da América Central do ano anterior |
| 2     | Argentina                    | * Campeão da Liga Nacional * Vice-campeão da Liga Nacional |
| 1     | Chile                        | * Campeão da Copa Chile |
| 1     | Colômbia                     | * Campeão da Liga Colombiana |
| 1     | Cuba                         | * Campeão da Liga Superior |
| 1     | Panamá                       | * Campeão da Liga Panamenha |
| 1     | Porto Rico                   | * Campeão da BSN |
| 1     | República Dominicana         | * Campeão da Liga Nacional |
| 1     | Uruguai                      | * Campeão da Liga Uruguaia |
| 2     | Venezuela                    | * Campeão da Liga Profissional * Vice-campeão da Liga Profissional |